# Портър (окръг)
Окръг Портър (на английски: Porter County) е окръг в щата Индиана, Съединени американски щати. Площта му е 1352 km², а населението е 173 215 души (1 април 2020). Административен център е град Валпърейзоу.